# Escultura ibérica
Suele distinguirse con el nombre de arte ibérico el conjunto de estilos desarrollados en la península ibérica desde la Edad del Bronce hasta el completo dominio de la civilización romana, aunque para mayor precisión del concepto se le añade a veces el calificativo de prerromano. 
Casi todas las obras de escultura ibérica prerromana hasta hoy conocidas, aunque tengan su carácter propio y distinto de las extranjeras, reflejan visibles influencias griegas y fenicias y mediante éstas las de arte oriental, asirio y egipcio. Con dichas obras, de filiación compleja, se hallan otras de más visible factura fenicia y otras de verdadero estilo griego que lo mismo pudieron ser importadas de las regiones aludidas que labradas en la península ibérica por artistas de ellas procedentes. Para el conocimiento sumario de unas y otras podemos clasificarlas por grupos de distintas regiones ibéricas.

## Grupo levantino

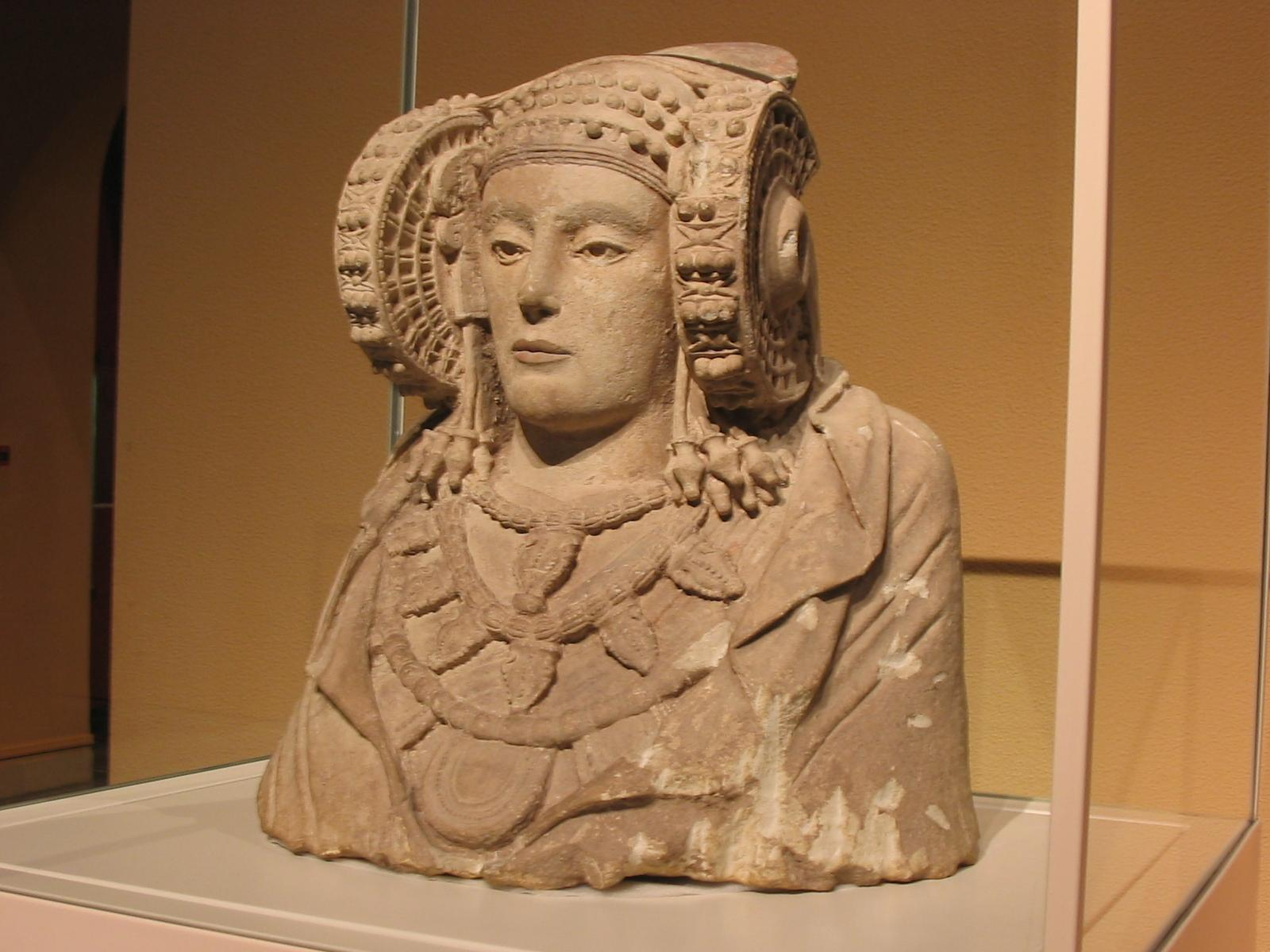
Dama de Elche.

El llamado grupo levantino está compuesto por algunas de las más excelentes muestras de arte ibérico en piedra, reunidas hoy en los museos, que debieron esculpirse desde el siglo V a. C. hasta la dominación romana. Quizá la más emblemática sea la Dama de Elche, de visible inspiración griega, cabeza a su vez de las consideradas tres grandes damas ibéricas junto a la Gran Dama Oferente (Montealegre del Castillo) y la Dama de Baza. De un estilo que se ha llamado greco-fenicio, greco-oriental y greco-egipcio son las numerosas estatuas y bustos del Cerro de los Santos de Montealegre del Castillo y de su contiguo Llano de la Consolación, ambos en la provincia de Albacete. Sólo de estos dos yacimientos hay 270 esculturas de piedra caliza, en los fondos del Museo Arqueológico Nacional. Junto a otros objetos también de piedra y bronce, el montante total conservado, sólo en ese museo, supera las 670 piezas. Las que revisten mayor importancia escultórica representan damas de pie haciendo con sus dos manos un vaso en actitud de presentar una ofrenda a otra persona y llevando muchas de ellas en su cabeza una elevada mitra. Las variantes de factura y estilo que en ellas se advierte constituyen una prueba de la prolongada existencia que debieron tener aquellos talleres locales sometidos a sucesivas influencias de pueblos dominadores hasta alcanzar los últimos años del siglo IV de nuestra era en que fue destruido el santuario que en ambos lugares se alzaba.
Más visibles reminiscencias orientales que en las predichas obras se reflejan en las diversas esfinges de piedra con formas de oro o sus esfinges de piedra con formas de toros o de leones halladas en las provincias de Albacete, Alicante y Valencia, como son:

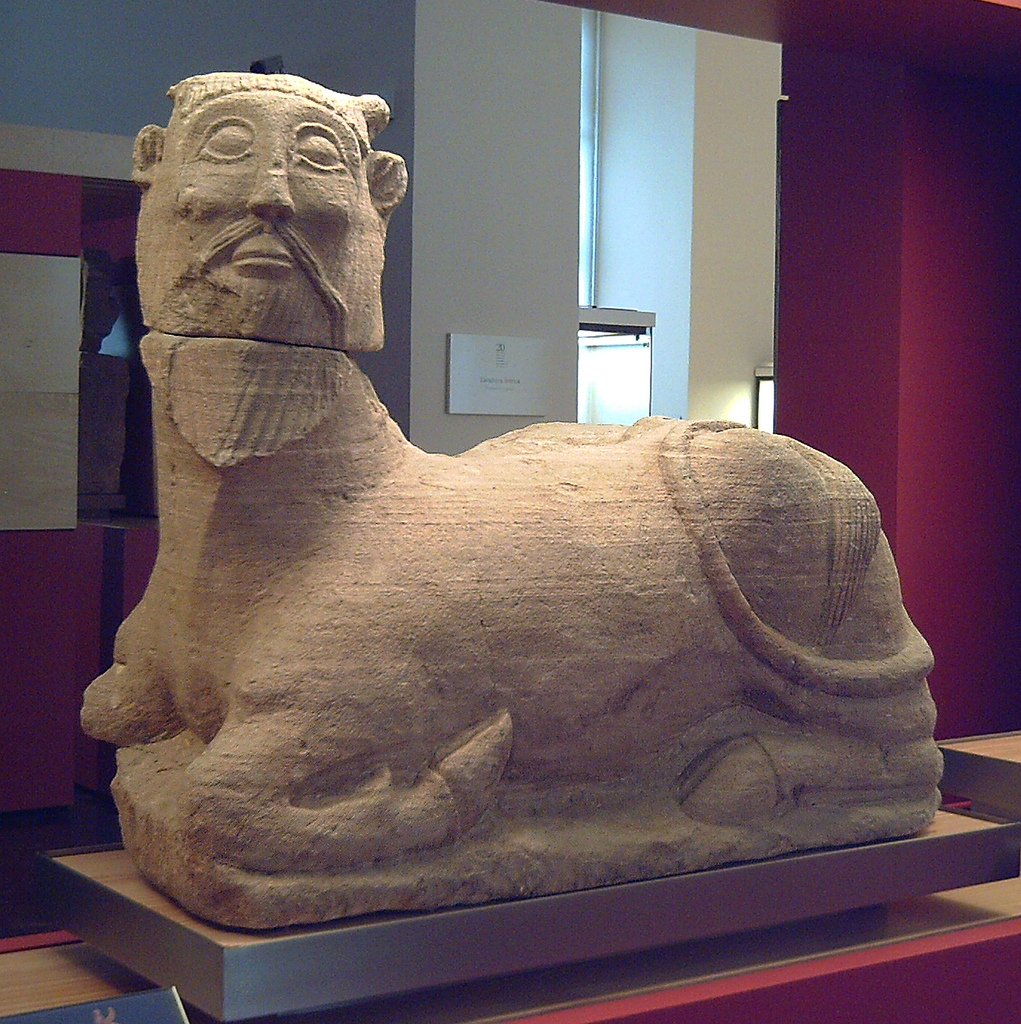
Bicha de Balazote.

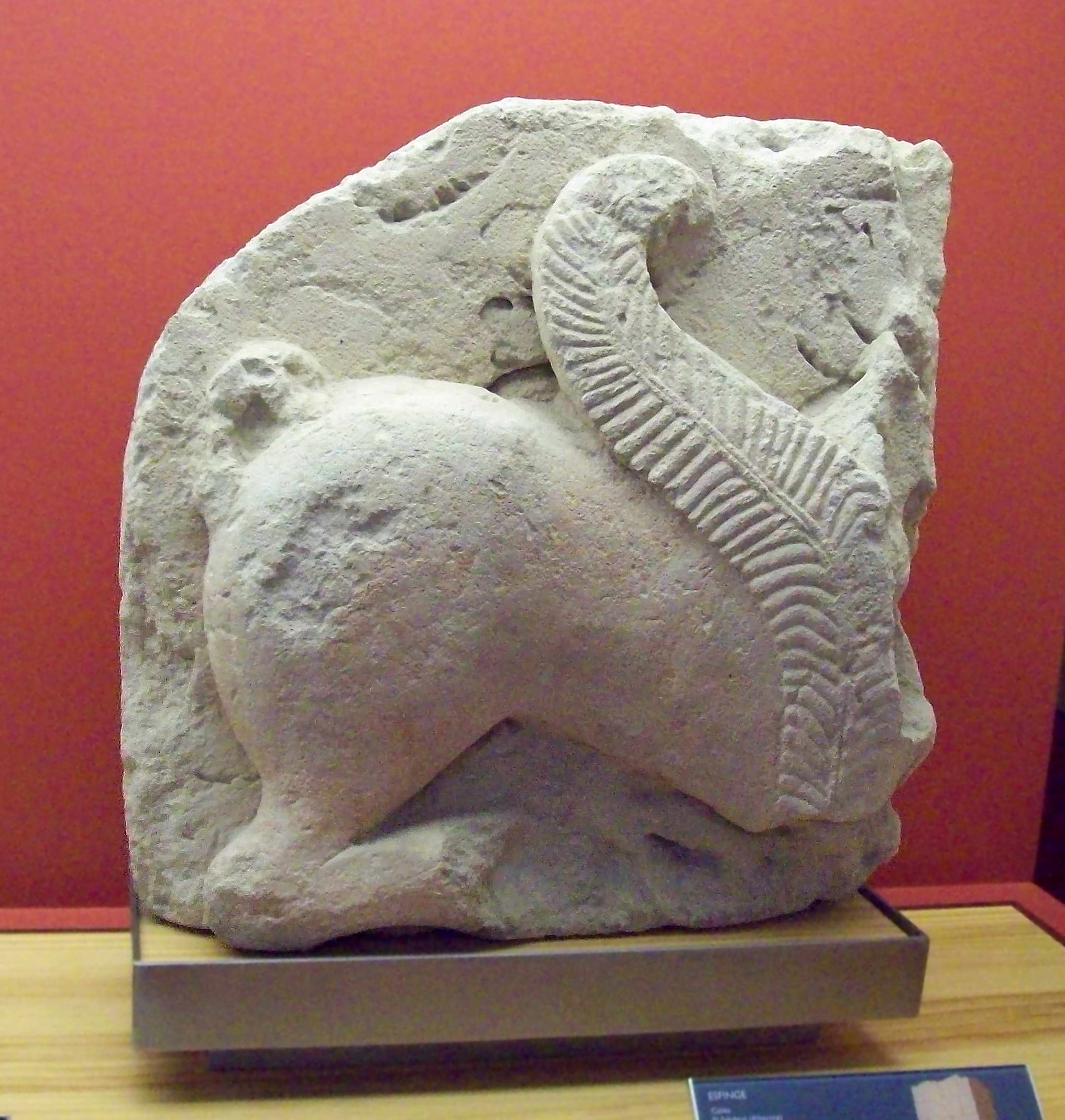
Esfinge de El Salobral.

- La Bicha de Balazote o el hombre-toro (Albacete).
- La Esfinge de Agost (Alicante), la Esfinge de Haches y las Esfinges gemelas de El Salobral (Albacete).
- La Leona de Bocairente (Valencia), en el Museo de Bellas Artes de Valencia.
- La Leona del Zaricejo (Alicante), en el Museo Arqueológico de Villena.
- El caballo ibérico y el jinete ibérico, considerado la escultura más alta encontrada, en la Necrópolis de Los Villares de Hoya-Gonzalo (Albacete).
- El León de Coy (Región de Murcia).
- El León de Bujalance (Córdoba).
- El León de Bienservida, en el Museo de Albacete.
- Los dos Leones de Baena (Córdoba).
- El León de Nueva Carteya (Córdoba), en el Museo Arqueológico y Etnológico de Córdoba.
- La Cierva o la Dama de Caudete (Albacete).
- El Sepulcro de Pozo Moro (Albacete).

Todas ellas pueden datar del siglo VII o VI a. C.

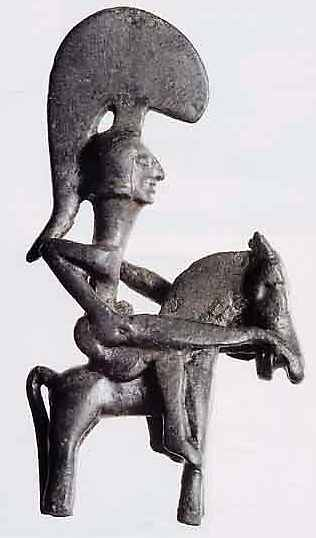
Guerrero de Mogente (Valencia)

Como derivadas del mencionado grupo levantino e inspiradas inicialmente en el greco-oriental (aunque luego se hicieran del todo indígenas) pueden considerarse las numerosas estatuitas de bronce (algunas de plata) halladas en dos lugares de la región de Sierra Morena en la provincia de Jaén, conocidos con los nombres de Santa Elena (Despeñaperros) y Castellar de Santisteban. Allí existieron en la época de arte ibérico (desde el siglo V a. C. hasta alcanzar el V de la Era cristiana) santuarios como el de Montealegre pero cuyos exvotos eran pequeñas fundiciones de bronce y no estatuas de piedra. Se fabricaban dichos objetos vaciando en moldes de barro el bronce fundido siguiendo el procedimiento llamado de la cera perdida y como se inutilizaba el molde una vez servido no se encuentran dos obras iguales entre tanta multitud de ellas. Se han extraído unas 4000 esculturas de dichos lugares figurando guerreros ibéricos, jinetes, devotos orantes y oferentes, caballitos, piezas del cuerpo humano (pies, brazos, manos, ojos y dentaduras), todo de bronce y de factura tosca y, a veces, de figura esquemática.
De arte púnico y greco-púnico se conserva una multitud de estatuitas y bustos de barro cocido (alguno, de facciones muy correctas) junto con variados amuletos de marfil y de metal y entalles de piedra fina, descubiertos en las necrópolis de Ibiza, La Palma y Formentera. Se adjudican al siglo VIII a. C. los más antiguos y debió seguir su fabricación hasta muy avanzada de la dominación romana. Asimismo, se consideran como de procedencia fenicia o púnica pero con influencia griega las cabezas de toro en bronce (probablemente, exvotos) hallados en Costich (Mallorca) de arte púnico también pero más visiblemente influido por el griego y con reminiscencias asirias deben calificarse los bustos marmóreos hallados en Cartagena y conservados en el Museo de Arqueología de Murcia. Al arte griego puro se adjudican entre otra piezas menos importantes 
- La cabeza de mármol de una Palas Atenea encontrada en Denia.
- El Esculapio de Ampurias (helenístico o de la escuela de Escopas como quieren otros) que está en el Museo de Arqueología de Cataluña en Ampurias.

## Grupo meridional

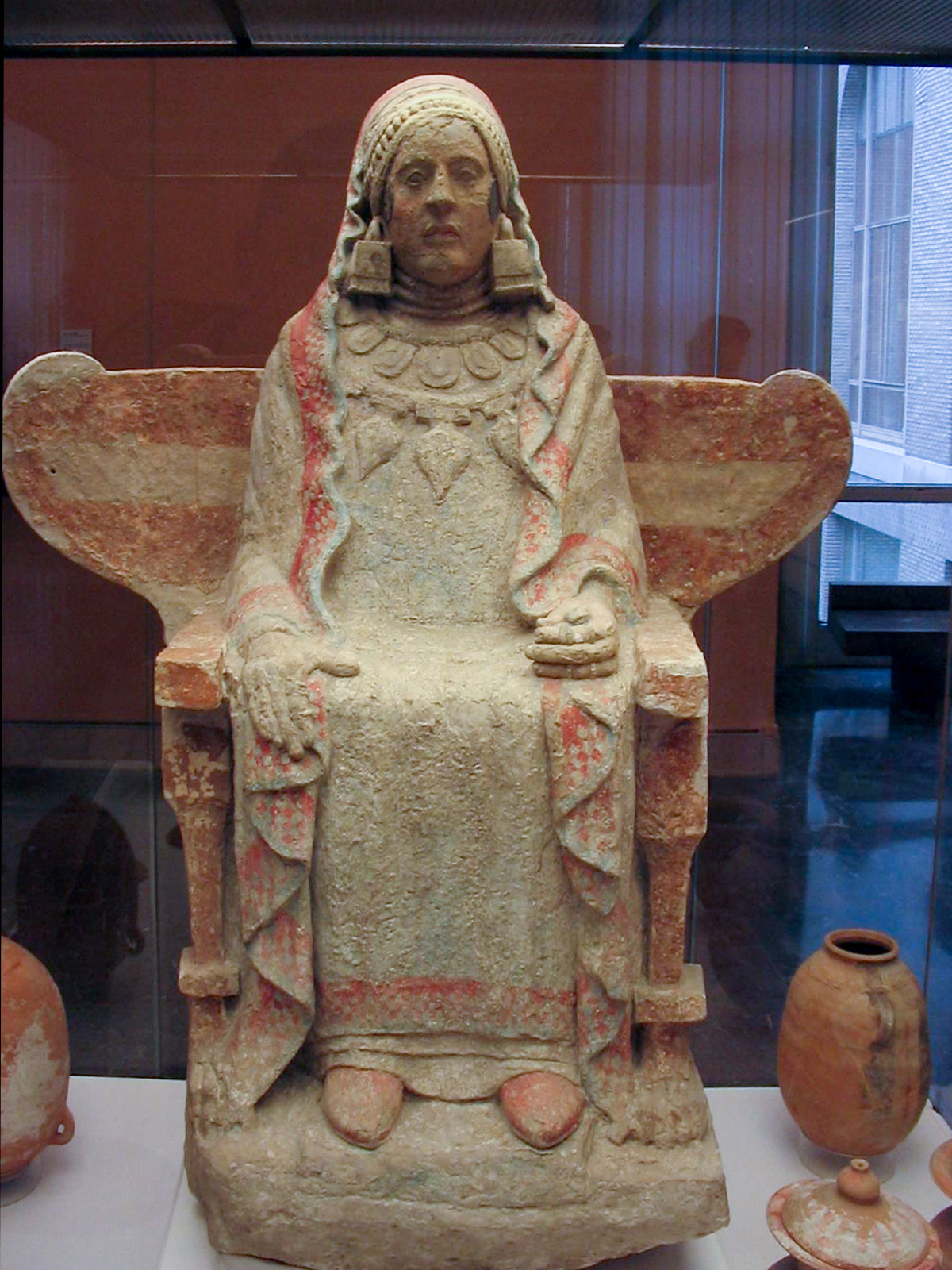
Dama de Baza.

El grupo meridional se forma principalmente con diferentes objetos escultóricos hallados en sepulcros de la región andaluza casi todos de arte fenicio y con algunos otros monumentos funerarios de igual origen. Tales son:
- El conjunto escultórico de Cerrillo Blanco (Porcuna).
- El conjunto escultórico de El Pajarillo, Lobo de El Pajarillo (Huelma).
- La estela púnica de Villaricos (Almería), de forma cónica a modo de betilo y con inscripción fenicia.
- La Dama de Baza.
- Las placas y peines de marfil y con relieves de las necrópolis de Carmona.
- El cilindro de piedra hematites con figuras a semejanza de los sellos asirios, descubierto en los yacimientos de la desembocadura del río Vélez.
- El sarcófago antropoide o labrado en mármol con la figura del difunto y de tipo griego hallado en la necrópolis de la Punta de la Vaca en Cádiz.
- Los amuletos con figurillas de tipo egipcio y los entalles y anillos encontrados en sepulcros de Cádiz y Málaga.
- Varios otros relieves de tradición fenicia o ibérica pero labrados ya con influencia romana como son las que figuran en las estelas descubiertas en Estepa (antigua Ostippo) y Osuna (antigua Urso).
- El Toro de Ronda, una escultura del siglo I a. C., que todavía mantiene el estilo y las formas iberas, pero que ya representa una temática romana.
- El caballo ibérico de La Covatilla (Marchena).[1]

## Grupo occidental
Al grupo occidental pertenecen las estelas funerarias de granito que representan guerreros en pie vestidos de sayo y armados de rodela que se han hallado en Portugal y Galicia. Son esculturas de piedra muy toscas y rudimentarias sólo labradas ordinariamente de las rodillas para arriba y aunque en algunos de estos monumentos se hallen inscripciones romanas se suponen que fueron añadidas en época posterior o falsificadas pudiéndose aquellos remontar en todo caso a unos pocos siglos antes de la era cristiana.

## Centro de la Península

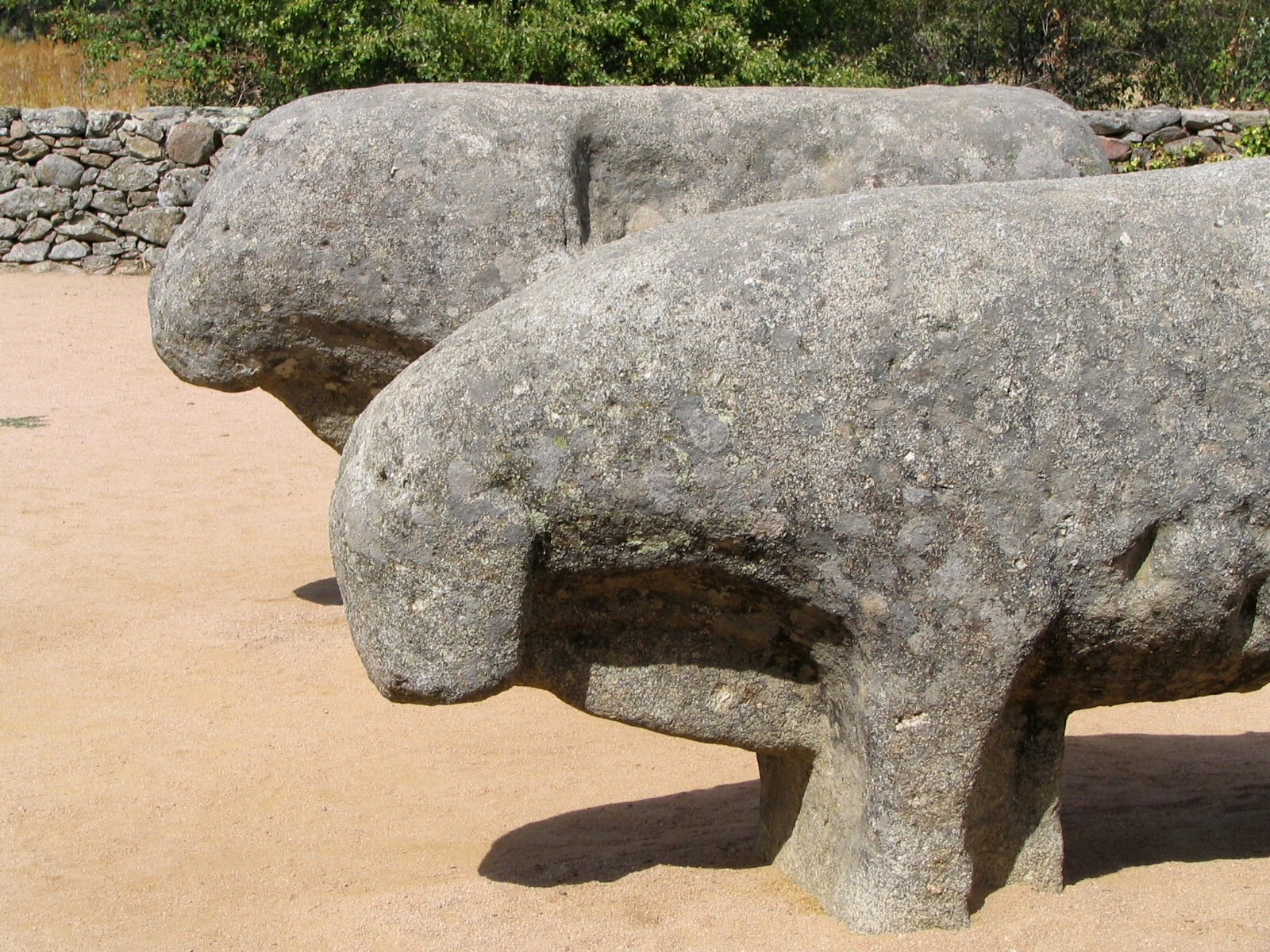
Toros de Guisando.

En el centro de la Península, entre los ríos Duero y Tajo con alguna pequeña ramificación a otras regiones se han encontrado diseminadas en gran número piedras de granito, groseramente labradas en forma de toros, jabalíes, osos e incluso elefantes y rinocerontes, algunas de las cuales llevan inscripción ibérica o romana, quizás posteriormente añadida. Los más famosos de estos monumentos son los cuatro del sitio conocido con el nombre de Toros de Guisando (Ávila), lugar célebre por haberse jurado allí a Isabel la Católica como princesa de Castilla. Se clasifican todos ellos por los arqueólogos como obras del mismo arte que labró las esfinges de la región levantina aunque ya decaído y rutinario y se equiparan en tiempo y destino a las etelas de guerreros lusitanos antes mencionadas. Pero no se ve inconveniente a que muchas de ellas hayan servido de mojones o señales indicadoras de las vías de entonces ni en que todas puedan envolver alguna idea mitológica según era estilo común en aquellos tiempos.

## Grupo de carácter general

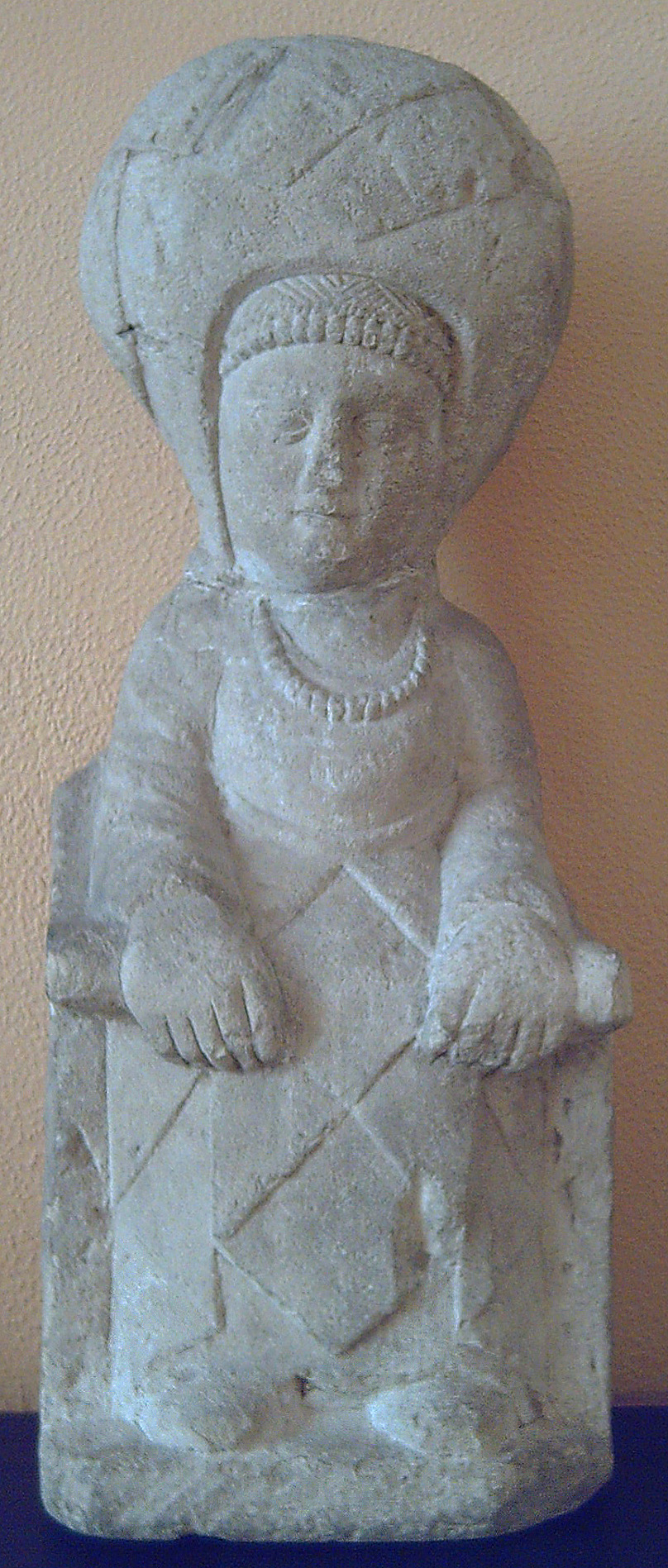
Dama sedente del Cerro de los Santos.

El grupo de carácter general entre las escultura ibéricas se forma de una multitud de estatuitas mitológicas y de otros objetos figurados o de adorno, de bronce en su mayor parte que son imitaciones de ídolos egipcios, fenicios, griegos y romanos con variado gusto. Se hallan en todas las regiones de la Península y casi todos parecen tener carácter religioso. Entre ellos, se encuentra algo común en la figura del jinete ibérico, no sólo difundida y cincelada en objetos de bronce y troquelada en muchísimas piezas monetarias sino incluso esculpida en piedras de carácter funerario y reproducida en obras de este género tanto celtibéricas como latinas al comienzo de la invasión y dominación romana. Prueba de ello son las piedras sepulcrales halladas en la provincia de Teruel y en la región de la antigua Clunia conservadas algunas de estas últimas en el Museo de Burgos. A los referidos objetos de carácter figurado hay que añadir las monedas ibéricas o autónomas.